# Spokane (popolo)
Gli Spokane sono un popolo di nativi americani che abitava la parte orientale dello stato di Washington e parte del nord dell'Idaho negli Stati Uniti d'America. 
L'attuale riserva indiana degli Spokane si trova nel nord-est dello stato di Washington, a Wellpinit. La riserva si trova quasi interamente nella contea di Stevens, ma comprende anche due piccole zone (per un totale di circa 0,62 ettari nella contea di Lincoln, compresa la parte del fiume Spokane. La superficie locale è di circa 615 km2. 
La città di Spokane ha preso il nome dall'omonimo popolo e si trova all'interno della terra ancestrale della tribù, ma non all'interno della riserva.
La lingua spokane appartiene alle lingue salish interne. La popolazione pre colonizzazione del popolo Spokane è stimata in circa 1.400 - 2.500 persone. Le popolazioni della tribù iniziarono a perdere numero dopo il contatto con coloni e commercianti a causa di malattie a cui il popolo Spokane non era mai stato esposto in precedenza. Così, nel 1829, un commerciante della Baia di Hudson stimò che c'erano circa 700 Spokane nell'area. Oggi la popolazione è in costante aumento e l'appartenenza tribale nel 1985 era di circa 1.961 e nel censimento del 2000 risultò che la popolazione residente della riserva era di circa 2.000 persone.

## Etimologia
Sono diverse le ipotesi sul significato e l'origine del nome:
- "Spokane" o "Spokan"  potrebbe significare "popolo del sole" o "bambini del sole".
- Gli Spokane sono anche conosciuti come Muddy People (popolo fangoso) o Sun People (popolo del sole) probabilmente per una traduzione errata del loro nome.[4]
- Spokan o Spokane è il nome che i nativi diedero a se stessi.
- Una delle loro leggende dice che proviene dal rumore prodotto da un serpente quando qualcuno battevva su un albero cavo dove si nascondeva il serpente.
- Si definivano Spoqe'ind, dal significato di "testa rotonda."[4]

## Storia
Per migliaia di anni il popolo Spokane visse vicino al fiume Spokane nella parte orientale dello stato di Washington e in quella settentrionale dell'Idaho vivendo di caccia e agricoltura. Il territorio di Spokane, un tempo, si estendeva per oltre 12.000 km². I gruppi di Spokane erano semi nomadi che si spostavano per nove mesi all'anno e si stabilivano in villaggi invernali permanenti per gli altri tre. Il primo contatto che il popolo di Spokane ebbe con uomini bianchi fu con commercianti di pelli ed esploratori. La spedizione di Lewis e Clark incontrò la tribù Spokane nel 1805. Già a quel tempo il popolo Spokane stava diminuendo a causa di malattie introdotte come il vaiolo. Poco dopo l'incontro con la spedizione di Lewis e Clark, arrivarono i commercianti di pellicce e i coloni. Nel 1810, la North West Company aprì la ditta Spokane, vicino alla confluenza del fiume Spokane e del suo tributario piccolo Spokane, come stazione commerciale. La ditta Spokane fu seguita dal Forte Spokane della Pacific Fur Company nel 1811, che in seguito divenne un collegio per i bambini Spokane dal 1898 al 1906. La riserva Spokane venne istituita nel 1881. Nel 1877, il popolo Spokane dei territori bassi accettò di trasferirsi nella riserva di Spokane e nel 1887 quelli dei territori alti e medi accettarono di trasferirsi nella riserva Colville, ma non tutti si trasferirono dalla loro terra causando qualche conflitto con i coloni bianchi che portò alla guerra Coeur d'Alene del 1858, quando gli Spokane si allearono con i popoli  Coeur d'Alene,  Yakima, Palouse e Paiute ma rimasero neutrali nella guerra dei Nasi Forati del 1877, nonostante le richieste di Capo Joseph.
Più recentemente, intorno agli anni 1950, fu scoperto l'uranio nella riserva, a cielo aperto dal 1956 al 1962 e nella miniera Midnite dal 1969 al 1982. Oggi, la miniera non più attiva è tra i siti contaminanti comprendenti metalli e radionuclidi. La creazione di dighe ha avuto un impatto anche sul popolo Spokane. La diga di Little Falls ha interrotto la maggior parte della migrazione del salmone a Spokane Falls, mentre la Gran diga Coulee ha posto fine a tutte le migrazioni di salmoni sul fiume Spokane.

### Organizzazione
La tribù Spokane era divisa in tre gruppi geografici, superiore, inferiore e centrale. Ogni area era quindi suddivisa in gruppi composti da gruppi di famiglie correlate o gruppi di parentele.
I singoli gruppi erano guidati da un capo e un vice capo che erano entrambi selezionati in base alle loro qualità di leadership. Le decisioni erano prese per consenso del gruppo.
Di solito il marito di una donna Spokane si univa al popolo di sua moglie, e sebbene meno probabile, poteva andare in un altro gruppo. C'era mobilità tra I gruppi, e una persona o una famiglia potevano passare un inverno con un gruppo e il successivo con un altro.

### Stile di vita
La dieta degli Spokane era costituita da pesce, selvaggina e verdure. Cacciavano il cervo dalla coda bianca e il cervo mulo, cibi essenziali in inverno. I cacciatori individuavano i cervi e li uccidevano usando arco e frecce. Il pesce, in particolare il salmone, costituiva una parte importante della dieta Spokane e anche gran parte dell'economia del loro commercio. Il popolo Spokane mangiava anche trote e coregoni. Questi pesci venivano affumicati o essiccati per il commercio o immagazzinati per l'inverno. Gli occhi di pesce erano considerati prelibatezze. Le verdure raccolte dalle donne fornivano quasi la metà dell'apporto calorico alle tribù degli Spokane.

### Ruolo dei generi
Gli uomini delle tribù Spokane costruivano utensili, pescavano, cacciavano e si occupavano dei cavalli che erano essenziali per lo stile di vita degli Spokane. I cavalli vennero introdotti presso gli Spokane dalla tribù dei Nasi Forati e Orecchie Pendenti. Intorno al 1800, la tribù degli Spokane stava acquisendo mandrie, a dimostrazione che l'uso dei cavalli era pienamente attuato dalla tribù.
Le donne degli Spokane fabbricavano cesti a spirale con la corteccia di betulla (o radici di cedro), e realizzavano borse con strisce di pelle animale. Cucivano anche stuoie e altri oggetti che a volte venivano scambiati con altri popoli nativi, commercianti e coloni bianchi. Alcune delle verdure raccolte erano radici di camassia e bacche e cortecce locali. Gli arnesi per lo scavo che le donne usavano per raccogliere il cibo erano considerate come un rito di passaggio per le ragazze, dalla pubertà all'età adulta quando ricevevano il loro primo bastone da scavo. Le tombe delle donne erano spesso contrassegnate con questi bastoncini.